# پرانتج
پرانتج (به انگلیسی: Prantij) یک منطقهٔ مسکونی در هند است که در Prantij Taluka واقع شده‌است. پرانتج ۲۲٬۳۰۶ نفر جمعیت دارد.